# Randy Hultgren
Randall Mark Hultgren dit Randy Hultgren, né le 1er mars 1966 à Park Ridge, est un homme politique américain membre du Parti républicain.

## Biographie
Il étudie en science politique et en communication vocale du  Bethel College & Seminary à Arden Hills (Minnesota) et obtient un Bachelor of Arts en 1988.

### Carrière
Élu de 1998 à 2007 à la Chambre des représentants de l'Illinois pour le 40e puis 95e district (à partir de 2003), il siège au Sénat de l'Illinois de 2007 à 2011 pour le 48e district de l'État.
De 2011 à 2019, il représente le quatorzième district de l'Illinois à la Chambre des représentants des États-Unis.

## Vie personnelle
Il est chrétien évangélique et est membre de l’église Wheaton Bible Church.
Hultgren vit à Plano avec sa femme, Christy, et leurs quatre enfants, qui ont été scolarisés à la maison.